# Pinus wettsteinii
Pinus wettsteinii là một loài thực vật hạt trần trong họ Pinaceae. Loài này được Fritsch mô tả khoa học đầu tiên năm 1889.